# Jean Melchior Goullet de Rugy
Pour les autres membres de la famille, voir famille Goullet de Rugy.
Jean Melchior Goullet de Rugy (1727 - 1813), est un général français. Maréchal de camp de l'artillerie et chevalier de Saint-Louis, il fut commandant en chef du corps des mineurs de l'artillerie française sous le règne du roi Louis XVI.

## Biographie
Fils de Pierre-Philippe Goullet, seigneur de Rugy, et de Marie-Madeleine Lecoq, Jean Melchior Goullet naît à Metz le 30 novembre 1727.
Le jeune Jean Melchior s'engage très tôt, comme cadet, en 1745. Officier de mineurs, il est blessé en 1747 au siège de Bergen-op-Zoom, aux côtés du maréchal de camp de l'Orme qui lui, y laissa la vie.
Soucieux d'améliorer le travail des sapeurs, Jean Melchior Goullet invente, en 1755, un ventilateur pour renouveler l'air des galeries de mine nécessaires aux sièges. Il épouse Marguerite d'Herbelot en 1756. Ses travaux lui valent d'être accepté à l'Académie nationale de Metz en 1760. Il expérimente sa machine avec succès en 1762 sur un vaisseau de la marine royale, Le Guerrier, dans la rade de Rochefort.
En 1765, Jean Melchior Goullet de Rugy travaille à la réorganisation du corps de l'artillerie. Il prend ensuite le commandement de l'école des mineurs de Verdun. À Verdun, il supervise en particulier les travaux souterrains nécessaires aux fortifications de la place. Ces travaux lui valent d'être promu colonel en 1779, puis brigadier des armées du roi, en 1781. Anobli par lettres patentes en avril 1785, Jean Melchior Goullet est promu maréchal de camp en 1788. La Révolution sonne le glas de sa carrière militaire. Il quitte l'armée en 1791, après 46 années de service et 8 campagnes. Jean Melchior Goullet de Rugy meurt à Metz le 11 avril 1813.

## Sources
- Émile Auguste Bégin : Biographie de la Moselle: Histoire par ordre alphabétique de toutes les personnes nées dans ce département, Tome 3, Metz, 1829.